# 泣き相撲

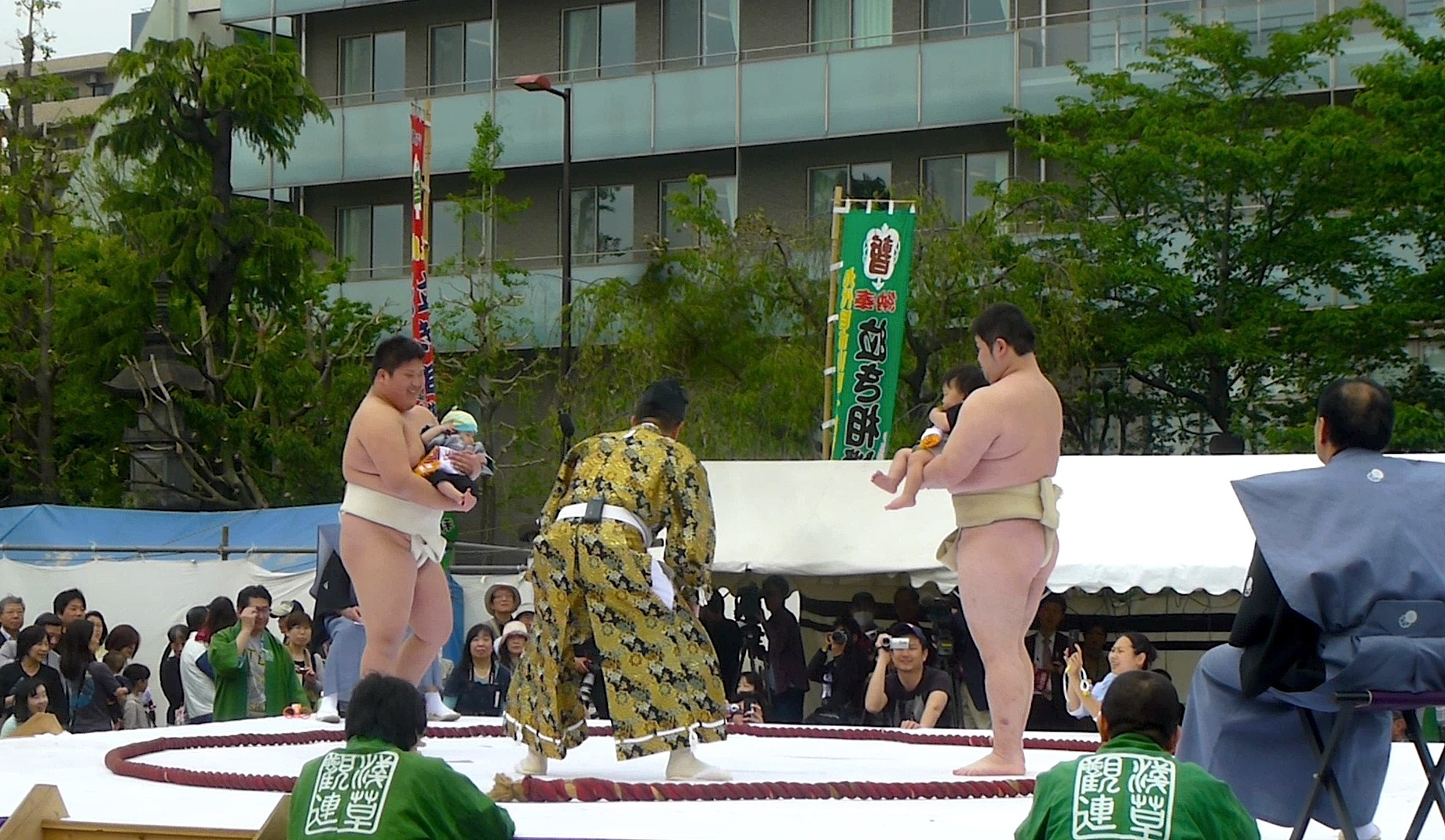
浅草寺の泣き相撲。力士の格好をした男性が、幼児を抱いて土俵に立っている。

泣き相撲（なきずもう）は、1歳前後の幼児の泣き声を土俵上で競わせる日本の風習・神事。現代では主に幼児の成長や安産を祈る目的で行われるが、神社で行われるものには氏神に対する新しい氏子の披露という意味もある。例は少ないものの各地で行われ、勝負は相手よりも先に泣いた方を勝ちとするもの、逆に負けとするものと地域によって異なり、本来は勝敗に関係なく大声で泣かせる事に目的があったと思われる。また、先に泣くか笑った方を勝ちとする泣き笑い相撲というものもある。両方ともに泣いた場合は声が大きい方の勝ちとなるが、勝負がつかなかった場合はそこで引き分けとなる。
泣き相撲あるいは泣き笑い相撲は以下の地で行われている。
- 北海道札幌市の泣き相撲 ⇒ 西野神社
- 青森県青森市の泣き相撲 ⇒ 浪岡八幡宮
- 岩手県花巻市成島部落の泣き相撲。正式名称は十二番角力式（じゅうにばんすもうしき） ⇒ 三熊野神社 (花巻市)#祭祀
- 栃木県鹿沼市樅山町の泣き相撲 ⇒ 生子神社 (鹿沼市)#祭祀
- 東京都台東区浅草の泣き相撲 ⇒ 浅草寺
- 東京都八王子市の泣き相撲 ⇒ 子安神社
- 神奈川県藤沢市の一心泣き相撲 ⇒ 白旗神社 (藤沢市)[3]
- 新潟県長岡市の一心泣き相撲 ⇒ 蒼柴神社（長岡市・悠久山）
- 新潟県新発田市の一心泣き相撲 ⇒ 諏訪神社 (新発田市)[3]
- 静岡県沼津市大塚の泣き相撲 ⇒ 長興寺 (沼津市)
- 福井県福井市のふくい泣き相撲 ⇒ 福井県護国神社[4]
- 岐阜県高山市の泣き相撲 ⇒ 飛騨護國神社
- 京都府相楽郡笠置町有市の泣き相撲 ⇒ 有市國津神社
- 大阪府堺市東区日置荘の泣き相撲 ⇒ 萩原神社（萩原天神）
- 大阪府河内長野市の川上神社の稚児相撲（泣き相撲） ⇒ 川上神社
- 兵庫県西宮市甑岩町の泣き相撲 ⇒ 越木岩神社
- 兵庫県神戸市北区有野町の一心泣き相撲[3]
- 和歌山県海南市下津町の泣き相撲 ⇒ 山路王子神社
- 鳥取県鳥取市賀露町の泣き相撲 ⇒ 賀露神社
- 鳥取県米子市淀江町の泣き相撲 ⇒ 日吉神社 (米子市)
- 広島県広島市中区の泣き相撲 ⇒ 廣島護國神社
- 山口県防府市の泣き相撲 ⇒ 妙見神社 (防府市)
- 長崎県平戸市岩の上町の泣き相撲 ⇒ 最教寺 (平戸市)
- 大分県大分市大字牧の泣き笑い相撲 ⇒ 大分縣護國神社[2]